# マイケル・ローウェ
マイケル・ローウェ（英語: Michael Arthur Nathan Loewe、1922年11月2日 - 2025年1月1日）は、イギリスの東洋学者。
専門は中国古代史。漢字名はローウェを写した「魯惟一(Lu Wei-yi)」。

## 経歴

### 出生から第二次世界大戦まで
1922年、オックスフォードでユダヤ人家庭に生まれた。ケンブリッジのパース・スクール(The Perse School)で学び、 モードリン・カレッジに進んだ。1941年に太平洋戦争が始まると、イギリス海軍のオズワルド・タック(Oswald Thomas Tuck)らが運営する日本語学校で日本語を学ぶ人員となった。5か月間の研修修了後、ブレッチリー・パークの海軍関係の部署で太平洋戦争終結まで翻訳と解読に従事した。同時に、空き時間を利用して中国語も学んだ。

### 戦後
1947年、北京に6か月滞在し、中国史や伝統文化に関心を持った。英国帰国後、ロンドン大学東洋アフリカ研究学院で学び、1951年に卒業。1956年よりロンドン大学の極東史の講師となった。1960年、京都大学人文科学研究所に研究留学。英国から京都へ向かう途中に台北へ立ち寄り、労榦が刊行したばかりの『居延漢簡甲編』(1959)を購入して来日し、以降漢簡の研究を進めた。指導教員の森鹿三や藤枝晃、米田賢次郎、大庭脩、永田英正らと居延漢簡の輪読会を行い、研究を深めた。1963年、学位論文をロンドン大学東洋アフリカ研究学院に提出して博士号を取得。その後ケンブリッジ大学の教員となり、1990年に退職するまで教鞭をとった。ケンブリッジ大学クレア・ホールのフェロー、王立アジア協会メンバー、アメリカ芸術科学アカデミー名誉会員。

## 研究内容・業績
専門は中国古代史で、秦漢史。居延漢簡など出土文献資料を調査し、’’Records of Han Administration” (『漢代の行政記録』)など従来の史書以外の資料も含めて歴史研究を行った。

## 家族・親族
- 妻：カーメン・ブラッカー(1924-2009年)は日本学者、民俗学者。ケンブリッジ大学東洋学部教授。
- 兄：ラファエル・ローウェ(Raphael Loewe )(1919–2011)はヘブライ語ならびにユダヤ学者。ユニヴァーシティ・カレッジ・ロンドン教授。
- 祖父：ルイス・ローウェ(1809-1888年)はシレジア語の言語学者。ジュディス神学大学校長(Judith Theological College)を務めた。

## 著作
著書
- "Imperial China: the historical background to the modern age", Allen and Unwin, 1966
- "Records of Han administration", Cambridge University Press, 1967
  - 中国語版『漢代行政記録』于振波・車今花訳、広西師範大学出版社 2005
- "Everyday life in early imperial China during the Han period, 202 BC-AD 220", B.T. Batsford, 1968 
  - 中国語版『漢帝国的日常生活：公元前202年至公元220年』劉潔・余霄共訳、江蘇人民出版社 2018
- "Ways to paradise: the Chinese quest for immortality", Allen & Unwin 1979
- "Divination, mythology and monarchy in Han China", Cambridge University Press 1994
  - 中国語版『漢代的信仰、神話和理性』王浩訳、北京大学出版社 2009
- "The men who governed Han China: companion to a biographical dictionary of the Qin, former Han and Xin periods"(Handbook of Oriental studies section 4),Brill 2004
- 『董仲舒：「儒家」遺産與《春秋繁露》』戚軒銘・王珏・陳顥哲訳、中華書局 2017

共編著
- "Ancient cosmologies",George Allen & Unwin, 1975
  - 邦訳書『古代の宇宙論』カーメン・ブラッカー・M. ローウェ編、矢島祐利・矢島文夫訳、海鳴社 1976
- "Divination and oracles", Allen & Unwin, 1981
  - "『占いと神託』M. ローウェ・カーメン・ブラッカー編、島田裕巳訳、海鳴社 1984

## 参考
- 年譜
- Conversations. Michael Loewe and The Cambridge History of Early China.